# مالانکووو
مالانکووو (به لاتین: Malankowo) یک روستا در لهستان است که در گمینا لیسوو واقع شده‌است.